# Pobeda (Sovkhozni)
|  | Per a altres significats, vegeu «Pobeda». |

Pobeda - Победа (rus) és un possiólok de la República d'Adiguèsia, a Rússia. Es troba a la vora dreta del Bélaia, afluent del riu Kuban, davant de Grozni. És a 6 km al nord de Tulski i a 7 km al sud de Maikop.
Pertanyen al possiólok de Sovkhozni.